# Corectitudine politică
Corectitudinea politică are la bază ideea că oamenii ar trebui să aibă grijă să nu se exprime sau să acționeze într-un fel în care ar putea să ofenseze, să excludă sau să marginalizeze oameni dezavantajați social sau discriminați.

## Detalii
În Statele Unite, în a doua jumătate a secolului al XIX-lea, termenul Political Correctness avea menirea de a evalua corectitudinea (gramaticală, morală și juridică) a limbajului judiciar, administrativ și politic, privind dreptul constituțional sau civil. Mobilul era onorabil, considerându-se că anumite minorități discriminate trebuiau menajate, protejate și chiar avantajate activ, nu numai pe plan verbal: femeile (de fapt majoritare, dar oprimate de „sexul tare”, afro-americanii (negrii americani), bâlbâiții, cocoșații, șchiopii, mongoloizii și alte minorități printre care, nu pe ultimul loc, delincvenții, azi considerați mai ales, de stânga - victime ale „societății neoliberale”, termen care a înlocuit pe cel demodat, de „capitalism”.
În Europa, conceptul de „corect politic” și-a avut originea în leninismul de stânga, pentru a desemna pe cineva care aplica cu multă fermitate linia partidului. Cu timpul, conceptul a evoluat spre un sens ironic, pentru a desemna pe cei care, exagerând în fermitatea aplicării liniei partidului, deveneau insuportabili.
Termenul, preluat în engleză ca Political Correctness (prescurtat PC) este o expresie utilizată pentru a descrie strategiile de înlocuire a expresiilor și termenilor din limba curentă care pot jigni minorități etnice, de gen, orientare sexuală, religioase, handicapați fizic sau psihic, vârstnici, de altă rasă, etc. Are la bază lucrările teoreticienilor școlii de la Frankfurt în frunte cu Theodor Adorno, Erich Fromm și Herbert Marcuse.
Corectitudinea politică are la bază două idei:
1. Limbajul curent conține numeroși termeni care sunt considerați jignitori de persoanele care aparțin unor minorități etc. Folosirea acestor termeni jignitori ("țigani" de exemplu) perpetuează o situație de discriminare.
2. Înlocuirea acestor termeni jignitori cu expresii neutre reduce discriminarea și promovează buna înțelegere.

## Exemple
- Spotted Dick este un desert clasic englezesc, a cărui rețetă a fost tipărită prima dată în 1849 în cartea The Modern Housewife or Menagerie, scrisă de Alexis Soyer. Cuvântul Spotted (cu picățele) indică faptul că fructele deshidratate incluse în compoziție apar ca niște pete de culoare. Cuvântul Dick se presupune că ar fi o formă coruptă a cuvântului englezesc dough (cocă), sau cuvântul german dick (gros).[7] Cu toate acestea, a fost luată decizia de a redenumi desertul Spotted Richard, deoarece în limbajul vulgar, dick înseamnă și  penis, ceea ce ar putea leza sensibilitatea unora. S-a ales numele Richard, deoarece Dick este în engleză și diminutivul acestui nume.[8]

- Tot în Regatul Unit, un consiliu a interzis folosirea termenului brainstorming și a impus înlocuirea lui cu 'thought showers' (averse de gândire), deoarece legiuitorii locali au considerat că ar putea ofensa pe cei suferind de epilepsie, fiindcă termenul, folosit în domeniul medical, descrie și ceea ce se întâmplă în creier în cursul unei crize de epilepsie.[8][9]

- Postul de televiziune BBC a renunțat la utilizarea termenilor Before Christ (BC) și Anno Domini (AD), care ar putea leza pe cei cu altă religie decât cea creștină, cu termenii 'Before Common Era' / 'Common Era' (înaintea erei noastre / era noastră)[8]

- Parlamentul European a făcut propunerea de a se interzice în limba engleză titlurile care indică starea civilă ca 'Miss' și 'Mrs' (doamnă și domnișoară), spre a nu ofensa unele persoane. Propunerea avea în vedere și celelalte limbi, intenționând să interzică și termenii 'Madame' și 'Mademoiselle' din franceză, 'Frau' și 'Fräulein' din germană precum și 'Señora' și 'Señorita' din spaniolă.[8]

- Pentru a nu ofensa populația neagră, în SUA s-a instituit terminologia „Caucasian” pentru a desemna persoane din rasa albă (rasa europoidă) și „African-American” pentru cele din rasa neagră, de regulă descendenți ai sclavilor negri aduși din Africa. Și de aici pot rezulta excese: Paulo Serodio, de rasă albă, născut și crescut în Mozambic, a treia generație născută în Africa după ce străbunicul său, provenit din Portugalia, se stabilise în Mozambic, a venit în SUA pentru studii și a fost naturalizat cetățean american. Student fiind la Universitatea de Medicină și Stomatologie din New Jersey, în cursul unui exercițiu cultural, când i s-a cerut să se autodefinească, el s-a declarat "white African-American" (american-african alb). O studentă de culoare s-a declarat ofensată, deoarece având pielea albă, nu era un „African-American” conform definiției. Ca urmare, a fost chemat de Decanul facultății care i-a impus „să nu se mai definească vreodată ca american african, pentru că îi ofensează astfel pe negri”. Pentru că și-a susținut în continuare etnicitatea de "white African-American", a fost exmatriculat. A dat în judecată universitatea, a obținut reînmatricularea și daune morale, dar a pierdut astfel doi ani de viață profesională.[10]

- „Corectitudinea politică” a devenit și retroactivă. În 2011, în SUA a fost tipărită o nouă ediție a romanului Aventurile lui Huckleberry Finn de Mark Twain - care fusese publicat prima oară în 1884 - unde  cuvântul "negro", care apărea în carte de 217 ori, a fost înlocuit cu "slave" (sclav). De asemenea, datorită cenzurii impuse prin "political correctness", au fost alterate cuvintele "injun" (indian american) și "half-breed" (metis).[11]

- În filmul "The Dam Busters", produs în 1955, Guy Gibson are un câine negru, pe care îl cheamă „Nigger” (negrotei). În prezent, când se proiectează filmul, numele câinelui este acoperit de un „bip”.[12]

- La cererea „oamenilor de știință” care publică în revista Journal of Animal Ethics, termenul „pet” (animal favorit / drag) trebuie înlocuit cu „companion animal” (animal de companie), deoarece cuvântul „pet” este umilitor și peiorativ pentru creaturile care „trăiesc în libertate”.[12]

- La un oficiu de plasare de forță de muncă, unei persoane care căuta candidați „de încredere și harnici” i s-a respins cererea pe motiv că „îi discriminează pe cei care nu sunt de încredere”.[12]

- De asemenea, unele meserii, ale căror denumiri au fost considerate înjositoare au fost redenumite. Astfel, în loc de „garbage men” (gunoieri) s-a introdus denumirea de "sanitation engineers" (tehnicieni igienizatori)[11].

- Guvernatorul statului California a aprobat o lege prin care li se permite studenților transgenderi să se înscrie, la alegere, în echipa de fete sau cea de băieți a instituției de învățământ și, prin urmare, să folosească WC-urile și dușurile din sălile de sport pe care „le consideră adecvate identității de gen pe care o resimt“, și nu pe cele adecvate sexului lor. În felul acesta, un băiat poate frecventa dușurile fetelor dacă se autoidentifică de gen feminin, chiar dacă din punct de vedere anatomic este mascul.[13]

- Au existat persoane care au vrut să scoată icoanele cu Maica Domnului și Pruncul din școlile românești, pe motiv că „întrețin o atmosferă ostilă și degradantă, contribuind la inferiorizarea femeii”.[14]

- Muzeul Regal din Amsterdam (Rijksmuseum) a început să elimine termenii considerați ofensatori din titlurile și descrierile celor 220.000 de opere din colecția sa digitală. Cuvinte pe care europenii le foloseau în trecut pentru a descrie alte culturi sau populații, precum „negru”, „indian” sau „pitic” vor fi înlocuite cu altele mai puțin încărcate de rasism. Spre exemplu, tabloul „Tânără negresă”[15], de Simon Maris, va fi denumit, în colecția digitală a muzeului, „Tânără cu evantai”.[16]

- Multe companii internaționale renunță la utilizarea simbolurilor creștine din cadrul reclamelor/produselor lor. Spre exemplu, Lidl a șters crucile de pe turlele unor biserici care apăreau pe ambalajul unor produse cu specific grecesc. De asemenea, McDonald's a șters crucile de pe turlele Catedralei ,,Sfântul Vasile” din Moscova, care apăreau într-un ambalaj de cartofi prăjiți, în cadrul unei reclame.

- Vedeta hollywoodiană Kirsten Bell a propus scoaterea din circuitul public a filmului de desene animate Albă ca Zăpada, considerat de critici în primele zece filme, și s-a arătat indignată de scena în care Prințul o sărută pe Albă ca Zăpada și o trezește din vrajă, acesta fiind, în opinia ei, un exemplu tipic de „sărut neconsensual”. Adică, agresiune sexuală.[17]

- O altă mare vedetă de la Hollywood, Keira Knightley, a dezvăluit că îi interzice fetiței sale de trei ani să se uite la filmul de desene animate Cenușăreasa din cauză că are un mesaj pervers: „Așteaptă ca un tip bogat să o salveze. Greșit! Salvează-te singură!”[17]

## Exagerări și critici
1) Corectitudinea politică este o ipocrizie. În fapt, discriminarea (etnică, rasială, contra homosexualilor și a femeilor) este în primul rând un fenomen social și comportamental. Simpla schimbare a cuvintelor (rom în loc de țigan) nu va îmbunătăți relațiile dintre români și țigani.
2) Termenii adoptați ca fiind corecți politic, devin foarte repede receptați ca peiorativi. De exemplu, invalid a devenit într-un timp foarte scurt handicapat, apoi persoană cu dizabilități, apoi persoană cu nevoi speciale. În engleza americană, în decurs de trei decenii negro a devenit black, apoi Afroamerican, apoi African-American.
În spiritul gândirii politice corecte, a admira pe cineva sau creația cuiva este o blasfemie, pentru că înseamnă a recunoaște inegalitatea dintre oameni. Ideea de a acorda premii pentru anumite merite este și ea condamnată pentru că premierea unora ar însemna „jignirea” și „punerea în inferioritate” a altora.
În cartea sa „A Study Of Our Decline” (Un studiu al declinului nostru), filosoful Philip Atkinson (n. 1947) se exprima astfel: „Folosind scuza de a nu vrea să ofenseze pe nimeni, “Corectitudinea politică” le impune oamenilor să se poarte precum un nebun care vrea să le facă pe plac tuturor. Adică toți trebuie să se comporte precum acel nebun! Toți trebuie să accepte noțiunile “Corectitudinii politice” ca pe un adevăr. În caz contrar, vai de ei! Este aceeași mentalitate care a inspirat Inchiziția și l-a obligat pe Galileo Galilei să retracteze. Aceeași mentalitate care i-a inspirat pe naziști și a dus la holocaust. Odată ce libera exprimare este băgată în cămașa de forță a adevărului oficial, se ajunge la nebunia care domnește în toate statele totalitare. Viața, atât cea privată cât și cea publică, devine o șaradă golită de sens, în care prosperă iluzia și domnește teroarea”.
Scriitoarea britanică Phyllis Dorothy James (n. 1920) declara: „Eu cred că această corectitudine politică poate fi o formă de fascism lingvistic, ce produce fiori generației mele care a participat la un război împotriva fascismului”.
Însuși președintele SUA, George Bush, opina că: Noțiunea de „corectitudine politică” declară ca interzise anumite subiecte, anumite expresii și chiar unele gesturi. Ceea ce a pornit ca o cruciadă în sprijinul politeții a degenerat într-un motiv de conflicte și chiar de cenzură.
În cursul unui discurs ținut în mai 2011, Camilla, Ducesă de Cornwall a declarat: „corectitudinea politică este o formă de cenzură la fel de severă ca oricare alta”.
Romancierul și eseistul francez Pascal Bruckner a declarat „Corectitudinea politică e, de fapt, o negare a realității“.
Psihiatrul și scriitorul englez Theodore Dalrymple a scris următoarele:
„Corectitudinea politică este ca propaganda comunistă scrisă cu corp de literă mic. În studiile mele asupra societăților comuniste, am ajuns la concluzia că scopul propagandei comuniste nu a fost acela de a convinge și de a informa, ci de a umili. Prin urmare, cu cât aceasta corespunde mai puțin cu realitatea, cu atât este mai bine. Atunci când oamenii sunt forțați să rămână tăcuți când li se spun minciunile cele mai evidente sau chiar mai rău, atunci când sunt forțați să repete aceste minciuni, ei își pierd pentru totdeauna simțul probității. A consimți la minciunile evidente înseamnă să cooperezi cu răul și, într-un fel, să devii tu însuți rău. Astfel, atitudinea de a te opune și a rezista este erodată și chiar distrusă. O societate de mincinoși emasculați este ușor de controlat. Cred că dacă examinați corectitudinea politică, are același efect, ceea ce se și intenționează”.